# Andrei Andrejewitsch Nartow

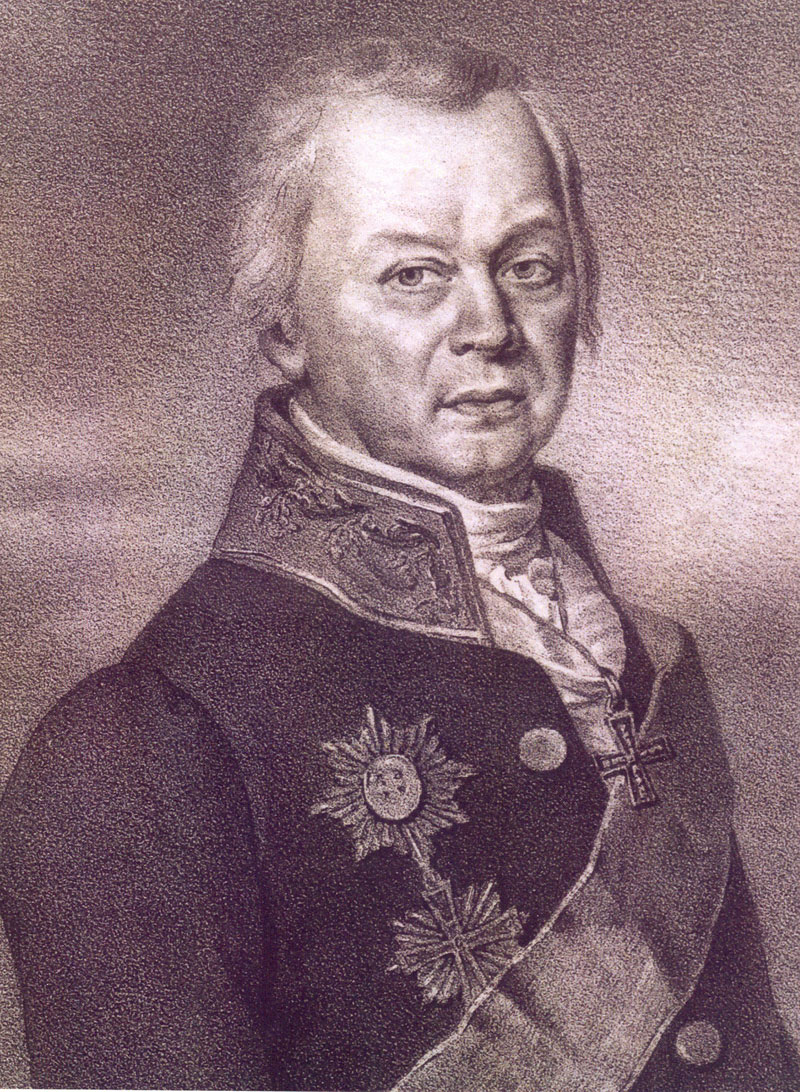
Andrei Andrejewitsch Nartow

Andrei Andrejewitsch Nartow (russisch Андрей Андреевич Нартов; * 25. Novemberjul. / 6. Dezember 1737greg. in St. Petersburg; † 2. Apriljul. / 14. April 1813greg. ebenda) war ein russischer Offizier, Dichter, Übersetzer, Staatsbeamter und Forstwissenschaftler.

## Leben
Nartows Vater Andrei Konstantinowitsch Nartow war der Drechsler und Erfinder Peters I. Nartow besuchte 1746–1750 das Akademische Gymnasium der St. Petersburger Akademie der Wissenschaften in der deutschen Klasse und der lateinischen Klasse. Es folgte das  Kadettenkorps (1750–1755). Dort beteiligte er sich an der Tätigkeit der von Alexander Sumarokow gegründeten Gesellschaft der Freunde der Russischen Literatur.
Als Nartow aus dem Kadettenkorps 1755 als Porutschik entlassen wurde, kam er zu seinem Vater, um dessen geheime Erfindungen zu studieren. Nach dem Tod des Vaters 1756 wurde er mit der Herstellung entsprechender Anlagen bei der Marine-Artillerie in St. Petersburg beauftragt.
Neben seinem Militärdienst veröffentlichte Nartow Gedichte und schrieb Theaterstücke für das 1756 mit Ukas Kaiserin Elisabeths eröffnete Kaiserliche Theater, dessen Direktor Alexander Sumarokow war und dessen Schauspieler im Kadettenkorps geschult wurden. Nartow übersetzte Komödien von Philippe Néricault Destouches u. a. und wurde als Übersetzer bekannt. Er bildete 1762–1765 Kronprinz Paul I. im Übersetzen aus und wurde zum Oberstleutnant der Artillerie befördert. Er arbeitete mit verschiedenen Zeitschriften zusammen.
Nartow gehörte zu den Gründern der Kaiserlichen Freien Ökonomischen Gesellschaft zu Sankt Petersburg, deren erster Sekretär er war (1765–1778, 1787–1797) und deren Präsident er 1797 wurde, nachdem Alexander Kurakin aus Zeitgründen die Präsidentschaft abgelehnt und Nartow empfohlen hatte. Nartow war Freimaurer.
Nartow gilt als Begründer der russischen Forstwirtschaft. in der Zeitschrift der  Kaiserlichen Freien Ökonomischen Gesellschaft veröffentlichte er Aufsätze über das Anlegen von Wäldern, über einheimische Bäume und Sträucher für Alleen und Spaliere in Gärten, über die beim Verbrennen von Holz  entstehenden Gase, über das Düngen mit gebranntem Kalk, über das Klima u. a. 1765 wies er erstmals auf das Prinzip des Anpflanzens von Bäumen in Abhängigkeit von der lokalen Topografie und Bodenart hin. Im Hinblick auf die Entwicklung des russischen Schiffbaus schlug er ein forstwirtschaftliches Verfahren zur Erzeugung von Schiffsmastholz vor.
Nartow war 1766–1777 Mitglied des Münz-Departements und wurde 1767 als Abgeordneter des Münz-Departements in die Gesetzgebende Kommission berufen.
1777 wurde Nartow Vizepräsident des Bergkollegiums, das für die Verwaltung der gesamten russischen Bergbauindustrie zuständig war, und Direktor der Bergschule des Bergkadettenkorps in St. Petersburg. Er wurde 1794 Ehrenmitglied der St. Petersburger Akademie der Künste. 1796 wurde er Präsident des Bergkollegiums und Ehrenmitglied der Akademie der Wissenschaften als Spezialist für Literatur und Übersetzung. Auch war er Ehrenmitglied der Universität Charkow und der Schwedischen Akademie. 1798 gab er das Bergkollegiumspräsidentenamt an Alexander Aljabjew ab. 1801 wurde Nartow in die Russische Sprachakademie gewählt, deren Präsident er wurde. Er wurde 1807 Wirklicher Geheimer Rat (II. Rangklasse).
Nartow verfasste Mineralogische Aufzeichnungen in Französischer Sprache. Er übersetzte Johann Gottlob Lehmanns Mineralogie und Giovanni Antonio Scopolis Metallurgie ins Russische. Er beteiligte sich an der Übersetzung der Reisen des Skythen Anacharsis (Teil 1, 1804).
Nartow war mit Fürstin Jelisaweta Petrowna Meschtscherskaja (Enkelin des Archangelgoroder Gouverneurs Semjon Meschtscherski) verheiratet.
Nartow starb am 14. April 1813 in St. Petersburg ohne Hinterlassung eigener Mittel, so dass die Kaiserliche Freie Ökonomische Gesellschaft zu Sankt Petersburg die Kosten seiner Beerdigung auf dem Smolensker Friedhof übernahm.

## Ehrungen
- Russischer Orden der Heiligen Anna I. Klasse (1801)